# کارگالی‌تاماک
کارگالی‌تاماک (انگلیسی: Kargalytamak) یک شهرک در شهرستان بلاگووارسکی باشقیرستان کشور روسیه است.